# Uperoleia capitulata
Espèce
Statut de conservation UICN

 LC  : Préoccupation mineure
Uperoleia capitulata est une espèce d'amphibiens de la famille des Myobatrachidae.

## Répartition
Cette espèce est endémique de l'Est de l'Australie. Elle se rencontre dans le sud-ouest du Queensland, dans le nord-est de l'Australie-Méridionale et dans le nord-ouest de la Nouvelle-Galles du Sud. Son aire de répartition couvre environ 325 100 km2.

## Description
L'holotype de Uperoleia capitulata, un mâle adulte, mesure 23,8 mm.

## Étymologie
Son nom d'espèce, du latin căpĭtŭlāta, « qui a une petite tête », lui a été donné en référence à sa morphologie.

## Publication originale
- Davies, McDonald & Corben, 1986 : The genus Uperoleia (Anura: Leptodactylidae) in Queensland, Australia. Proceedings of the Royal Society of Victoria, vol. 98, p. 147-188 (texte intégral).